# Victor Hugo, ennemi d'État
Victor Hugo, ennemi d’État est une minisérie de drame historique française en 4 épisodes de 52 minutes réalisée par Jean-Marc Moutout, sur une idée d'Iris Bucher et diffusée entre le 11 octobre 2018 et le 18 octobre 2018 sur La Trois.
Quant à la France, après l’avoir présentée le 27 septembre 2018 au Festival international du film de fiction historique, elle est diffusée les 5 novembre 2018 et 6 novembre 2018 sur France 2.

## Synopsis
Victor Hugo, ennemi d'État expose de manière romancée la vie de Victor Hugo de la révolution de 1848 au coup d'État du 2 décembre 1851.

## Distribution
- Yannick Choirat : Victor Hugo
- Isabelle Carré : Juliette Drouet
- Erika Sainte : Léonie d'Aunet
- Nade Dieu : Adèle Foucher
- Ángela Molina : Fortunée Hamelin
- Lorenzo Lefebvre : Charles Hugo
- Gaspard Meier-Chaurand : François-Victor Hugo
- Cosima Bevernaege : Adèle Hugo
- Steve Driesen : Alphonse de Lamartine
- Stefan Konarske : Louis-Napoléon Bonaparte
- Bruno Putzulu : Charles de Morny
- Maxime d'Aboville : Charles de Montalembert
- Laurent Claret : Isidore
- Francis Leplay : Adolphe Thiers
- Marie-Christine Orry : Suzanne
- Régis Royer : Émile de Girardin
- Frédéric Épaud : le directeur du Théâtre de la Gaîté
- Dominique Bettenfeld : Maxime Letemple
- Xavier de Guillebon : Adolphe Blanqui
- Thibault Vinçon : Auguste Clésinger
- Oscar Copp : Casimir

## Production

### Développement et genèse
En 2008, passionnée de littérature hugolienne et de langue française, la créatrice allemande Iris Bucher songe à lui consacrer une œuvre en tant qu’homme de lettres et homme politique, tout en abordant sa liaison avec Juliette Drouet sa maitresse. La série porte sur les années 1848-1851 de la vie de l'écrivain, se concentrant sur la métamorphose politique et la vie amoureuse du poète : « Je crois qu'il est trop grand, c'est compliqué… par quel bout le prendre ? Il a eu une vie incroyablement remplie jusqu'à ses funérailles ! », précise Iris Bucher.

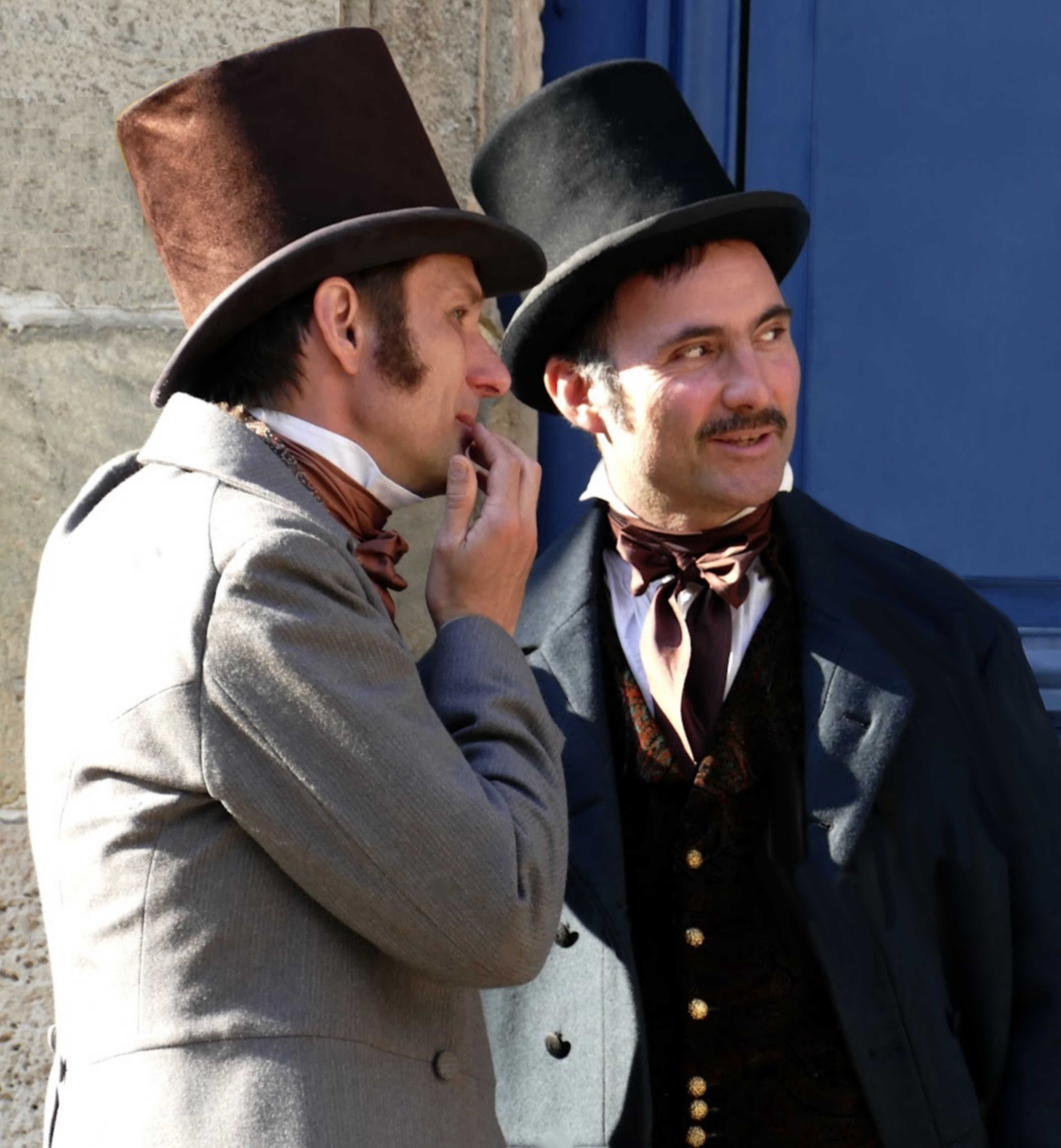
Victor Hugo, ennemi d'État : reconstitution historique pour ce tournage de mai 2018 dans le vieux Senlis (Oise).

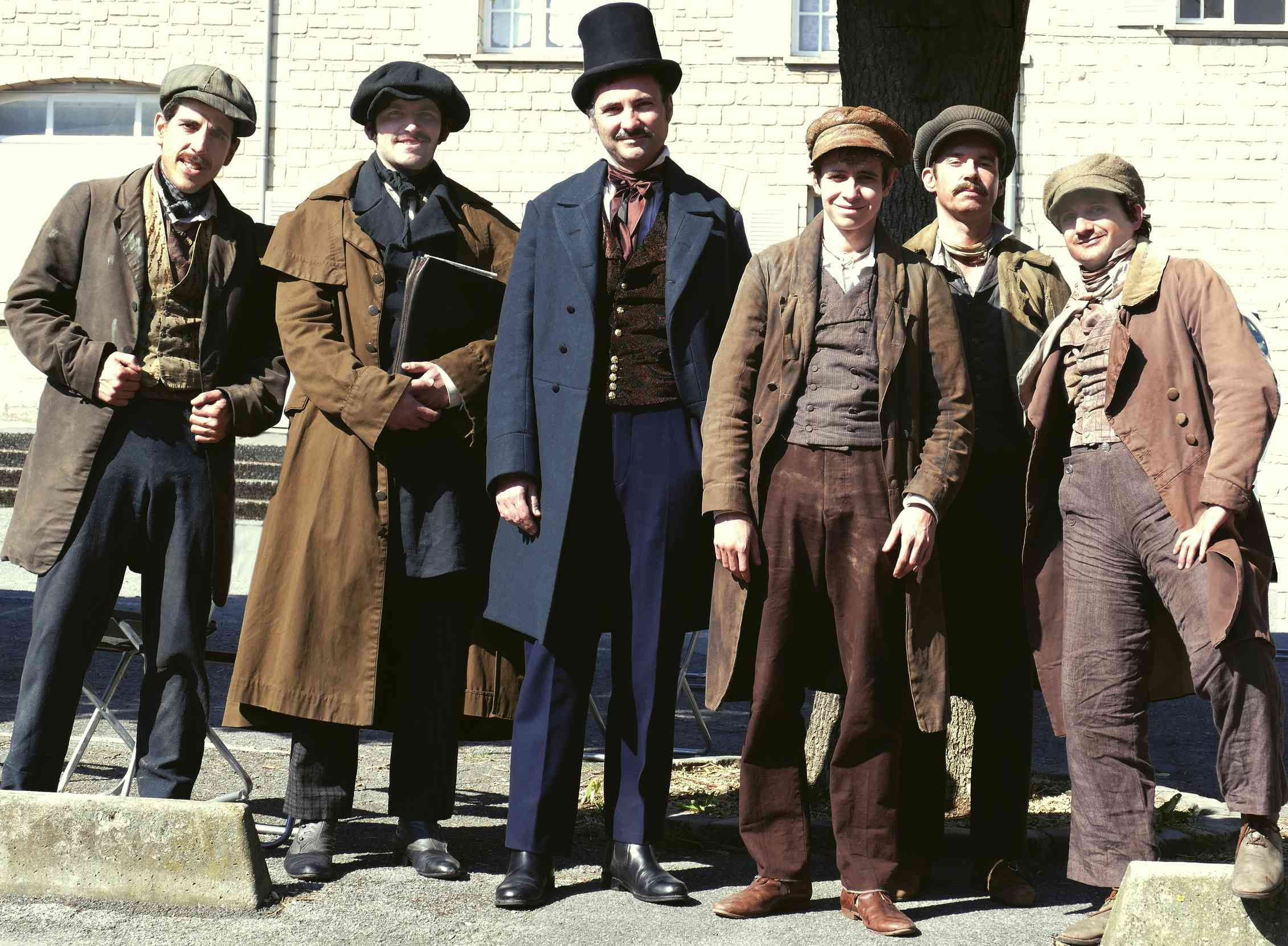
Hors tournage, quelques figurants posent dans une rue de Senlis, comme habités par l'humanisme et le romantisme hugoliens.

Aux côtés de la scénariste Sophie Hiet, Jean-Marc Moutout est choisi en tant que réalisateur et co-scénariste en raison de son expérience de téléfilms (deux épisodes du Bureau des légendes, par exemple) et de ses tournages de films politiques.
Iris Bucher en est la productrice pour Quad Télévision, aux côtés de Luc Martin-Gousset de la société de production Point du Jour.

### Attribution des rôles
En janvier 2018, il est annoncé que Yannick Choirat et Isabelle Carré interprèteront Victor Hugo et sa maîtresse Juliette Drouet,,.
Fin avril 2018, le maire de Périgueux Antoine Audi fait partie des figurants pour trois scènes.

### Tournage
En avril 2018, comme prévu par le réalisateur-scénariste Jean-Marc Moutout, le tournage débute en Dordogne afin de rendre fidèlement les décors parisiens du milieu du XIXe siècle; cela a nécessité un investissement d’une valeur de 600 000 euros, ainsi que cinq cents figurants. Le tournage eu lieu au château de Garraube à Liorac-sur-Louyre, ainsi qu’à Périgueux, choisi notamment pour ses rues pavées, et au château de Hautefort qui fut transformé en l'hôtel où est protégée une des maîtresses de Victor Hugo.

### Fiche technique
- Titre original : Victor Hugo, ennemi d'État
- Titre international : Victor Hugo, Enemy of the State[15]
- Création : Iris Bucher
- Casting : Okinawa Valérie Guerard
- Réalisation : Jean-Marc Moutout
- Scénario : Jean-Marc Moutout et Sophie Hiet, sur un concept original d'Iris Bucher
- Décors : Stéphane Levy
- Costumes : Valérie Adda
- Photographie : Philippe Piffeteau
- Montage : Jean-Daniel Fernandez-Qundez
- Musique : Étienne Forget
- Production : Iris Bucher et Luc Martin-Gousset
- Sociétés de production : Quad Télévision et Point du jour ; France Télévisions (coproduction)
- Société de distribution : France Télévisions
- Pays d’origine :  France
- Langue originale : français
- Durée : 52 minutes
- Genre : drame historique
- Dates de première diffusion :
  - France : 27 septembre 2018 (Festival international du film de fiction historique)[3] ; 5 novembre 2018 sur France 2[4]
  - Belgique : 11 octobre 2018 sur La Trois[1]

## Diffusion
Victor Hugo, ennemi d’État est sélectionné et présenté en avant-première le 27 septembre 2018 au Festival international du film de fiction historique. La Belgique diffuse cette mini-série entre le 11 octobre 2018 et le 18 octobre 2018 sur La Trois. En mi-octobre 2018, selon Allociné, sa date de diffusion est annoncée le 5 novembre 2018 et 6 novembre 2018 sur France 2.

## Accueil

### Audiences
En première et seconde partie de soirée du 5 novembre 2018, la série est suivie par 3 millions de téléspectateurs.

### Critique
Télérama applaudit le personnage principal « très attachant, incarné par Yannick Choirat et mis en scène par Jean-Marc Moutout, un acteur et un réalisateur qui ont tous deux le mérite d’éviter les effets ».

## Sélection
- Festival international du film de fiction historique 2018 : « Sélection officielle séances spéciales 2018 »[3]